# Nina Foch
Nina Foch, /niːnə.fɑːʃ/, nata Nina Consuelo Maud Fock (Leida, 20 aprile 1924 – Los Angeles, 5 dicembre 2008), è stata un'attrice statunitense d'origine olandese.

## Biografia
Figlia unica del direttore d'orchestra Dirk Foch e dell'attrice Consuelo Flowerton, i suoi genitori divorziarono quando aveva 2 anni.
Dopo aver debuttato nel cinema nel 1943, ottenne i ruoli di maggior spicco negli anni cinquanta. Recitò in ben ottanta film e in centinaia di opere teatrali, interpretando principalmente personaggi di donne straniere e sofisticate, come in Un americano a Parigi (1951), dove è la ricca mecenate che si innamora di Gene Kelly.
Recitò anche in ruoli di importanti personaggi storici, quali Maria Antonietta in Scaramouche (1952), e Bithia, la figlia del faraone, ne I dieci comandamenti (1956) di Cecil B. De Mille. Ottenne una candidatura all'Oscar alla miglior attrice non protagonista per il ruolo di Erica Martin nel film La sete del potere (1954).
Attiva anche in televisione, svolse il ruolo di insegnante di recitazione fino alla morte. Negli ultimi anni della sua carriera apparve in numerose serie televisive, tra cui NCIS - Unità anticrimine, nella quale interpretò l'anziana madre del Dottor Mallard (David McCallum) in due episodi (2005-2006).
Il padre dell'attrice, il direttore d'orchestra olandese Dick Foch, era un uomo molto religioso, amante dell'arte e collezionista di reperti di antiche civiltà. Di forte personalità, disponeva di una sorta di sesto senso e di capacità medianiche. Morì negli anni sessanta nella grande proprietà di famiglia a Orselina, nel Canton Ticino (Svizzera).
La madre, l'ex attrice statunitense Consuelo Flowerton, continuò a vivere lì fino alla sua morte, alla metà degli anni settanta. Solo dopo il decesso della madre, la Foch, che raramente faceva visita alla famiglia, tornò in Svizzera con una certa regolarità.
Si sposò tre volte: prima dal 1954 al 1959 con l'attore James Lipton; poi dal 1959 al 1963 con lo sceneggiatore Dennis de Brito, da cui ebbe un figlio, Dirk (1960), e dal 1967 al 1993 con il produttore Michael Dewell.
Morì nel 2008, a 84 anni, in seguito a complicazioni di una mielodisplasia.

## Filmografia parziale

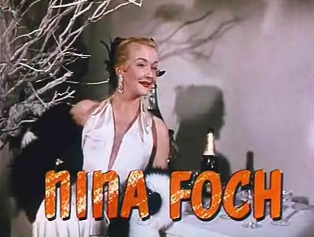
Nina Foch in Un americano a Parigi (1951)

### Cinema
- Cry of the Werewolf, regia di Henry Levin (1944)
- Il ritorno del vampiro (Return of the Vampire), regia di Lew Landers (1944)
- L'eterna armonia (A Song to Remember), regia di Charles Vidor (1945)
- Le campane suonano all'alba (I Love a Mystery), regia di Henry Levin (1945)
- Mi chiamo Giulia Ross (My Name Is Julia Ross), regia di Joseph H. Lewis (1945)
- A sangue freddo (Johnny O'Clock), regia di Robert Rossen (1947)
- La colpa di Janet Ames (The Guilt of Janet Ames), regia di Henry Levin (1947)
- Pazzia (The Dark Past), regia di Rudolph Maté (1948)
- Mani lorde (The Undercover Man), regia di Joseph H. Lewis (1949)
- I morti non parlano (Johnny Allegro), regia di Ted Tetzlaff (1949)
- St. Benny the Dip, regia di Edgar G. Ulmer (1951)
- Un americano a Parigi (An American in Paris), regia di Vincente Minnelli (1951)
- Avvocato di me stesso (Young Man with Ideas), regia di Mitchell Leisen (1952)
- Scaramouche, regia di George Sidney (1952)
- Sombrero, regia di Norman Foster (1953)
- Fast Company, regia di John Sturges (1953)
- La sete del potere (Executive Suite), regia di Robert Wise (1954)
- I desperados della frontiera (Four Guns to the Border), regia di Richard Carlson (1954)
- Il nipote picchiatello (You're Never Too Young), regia di Norman Taurog (1955)
- Voi assassini (Illegal), regia di Lewis Allen (1955)
- I dieci comandamenti (The Ten Commandments), regia di Cecil B. DeMille (1956)
- Io non sono una spia (Three Brave Men), regia di Philip Dunne (1957)
- Cash McCall, regia di Joseph Pevney (1960)
- Spartacus, regia di Stanley Kubrick (1960)
- Ma che razza di amici! (Such Good Friends), regia di Otto Preminger (1971)
- Mahogany, regia di Berry Gordy (1975)
- Ricche e famose (Rich and Famous), regia di George Cukor (1981)
- Skin Deep - Il piacere è tutto mio (Skin Deep), regia di Blake Edwards (1989)
- Sliver, regia di Phillip Noyce (1993)
- Un party per Nick (It's My Party), regia di Randal Kleiser (1996)
- Solo se il destino (Til There Was You), regia di Scott Winant (1997)
- L'ombra del dubbio (Shadow of Doubt), regia di Randal Kleiser (1998)
- Obsession, regia di Jonathan Darby (1998)
- Pumpkin, regia di Anthony Abrams e Adam Larson Broder (2002)
- Contratto d'amore (How to Deal), regia di Clare Kilner (2003)

### Televisione
- Lights Out – serie TV, episodi 3x24-4x21 (1951-1952)
- The Philip Morris Playhouse – serie TV, episodio 1x02 (1953)
- General Electric Theater – serie TV, episodi 1x06-6x28-10x26 (1953-1962)
- Climax! – serie TV, episodi 2x04-3x42 (1955-1957)
- The 20th Century-Fox Hour – serie TV, episodi 1x08-1x09 (1956)
- The Alcoa Hour – serie TV, episodio 2x08 (1957)
- Pursuit – serie TV, episodio 1x03 (1958)
- Gli uomini della prateria (Rawhide) – serie TV, episodio 1x20 (1959)
- The Americans – serie TV, episodio 1x04 (1961)
- Scacco matto (Checkmate) – serie TV, episodio 1x36 (1961)
- Bus Stop – serie TV, episodio 1x05-1x16 (1961-1962)
- The Dick Powell Show – serie TV, episodio 1x21 (1962)
- Il virginiano (The Virginian) – serie TV, episodio 1x22 (1963)
- Sotto accusa (Arrest and Trial) – serie TV, episodio 1x05 (1963)
- The Greatest Show on Earth – serie TV, episodio 1x11 (1963)
- La legge di Burke (Burke's Law) – serie TV, episodio 1x32 (1964)
- Mr. Broadway – serie TV, episodio 1x08 (1964)
- A Man Called Shenandoah – serie TV, episodio 1x26 (1966)
- Le spie (I Spy) – serie TV, episodio 2x18 (1967)
- Bonanza – serie TV, episodio 8x32 (1967)
- Colombo (Columbo) – serie TV, episodio 1x00 (1968)
- Selvaggio west (The Wild Wild West) – serie TV, episodio 4x22 (1969)
- La signora in giallo (Murder, She Wrote) – serie TV, episodi 7x21-11x04 (1991-1994)
- Tales of the City – miniserie TV diretta da Alastair Reid, 6 episodi (1993)
- NCIS - Unità anticrimine (NCIS) – serie TV, episodi 2x13-3x20 (2005-2006)

## Riconoscimenti
- Premio Oscar
  - 1955 – Candidatura alla miglior attrice non protagonista per La sete del potere

## Doppiatrici italiane
Nelle versioni in italiano delle opere in cui ha recitato, Nina Foch è stata doppiata da:
- Rosetta Calavetta in Un americano a Parigi, Avvocato di me stesso, Sombrero, La sete del potere, Io non sono una spia, Spartacus
- Lydia Simoneschi in Mi chiamo Giulia Ross, Mani lorde
- Andreina Pagnani in L'eterna armonia
- Clelia Bernacchi in Pazzia
- Tina Lattanzi in I morti non parlano
- Giovanna Galletti in Scaramouche
- Franca Dominici in I desperados della frontiera
- Dhia Cristiani in Il nipote picchiatello
- Giovanna Scotto in Voi assassini
- Rina Morelli in I dieci comandamenti
- Solvejg D'Assunta in Colombo
- Cristina Grado in La signora in giallo (ep. 7x21)
- Mirella Pace in La signora in giallo (ep. 11x4)
- Marzia Ubaldi in Sliver
- Miranda Bonansea in L'ombra del dubbio
- Alina Moradei in Obsession
- Graziella Polesinanti in NCIS - Unità anticrimine

Lydia Simoneschi viene erroneamente accreditata come voce di Nina Foch anche ne Il nipote picchiatello (1955), ma in realtà la doppiatrice italiana della Foch in quest'ultimo film è Dhia Cristiani, la quale aveva una voce non troppo dissimile a quella della Simoneschi. In Voi assassini (1955), la voce di Nina Foch è invece quella di Giovanna Scotto, doppiatrice che aveva ben 29 anni più della Foch e che veniva solitamente scelta per doppiare attrici anziane.